# 크리스천 버나드

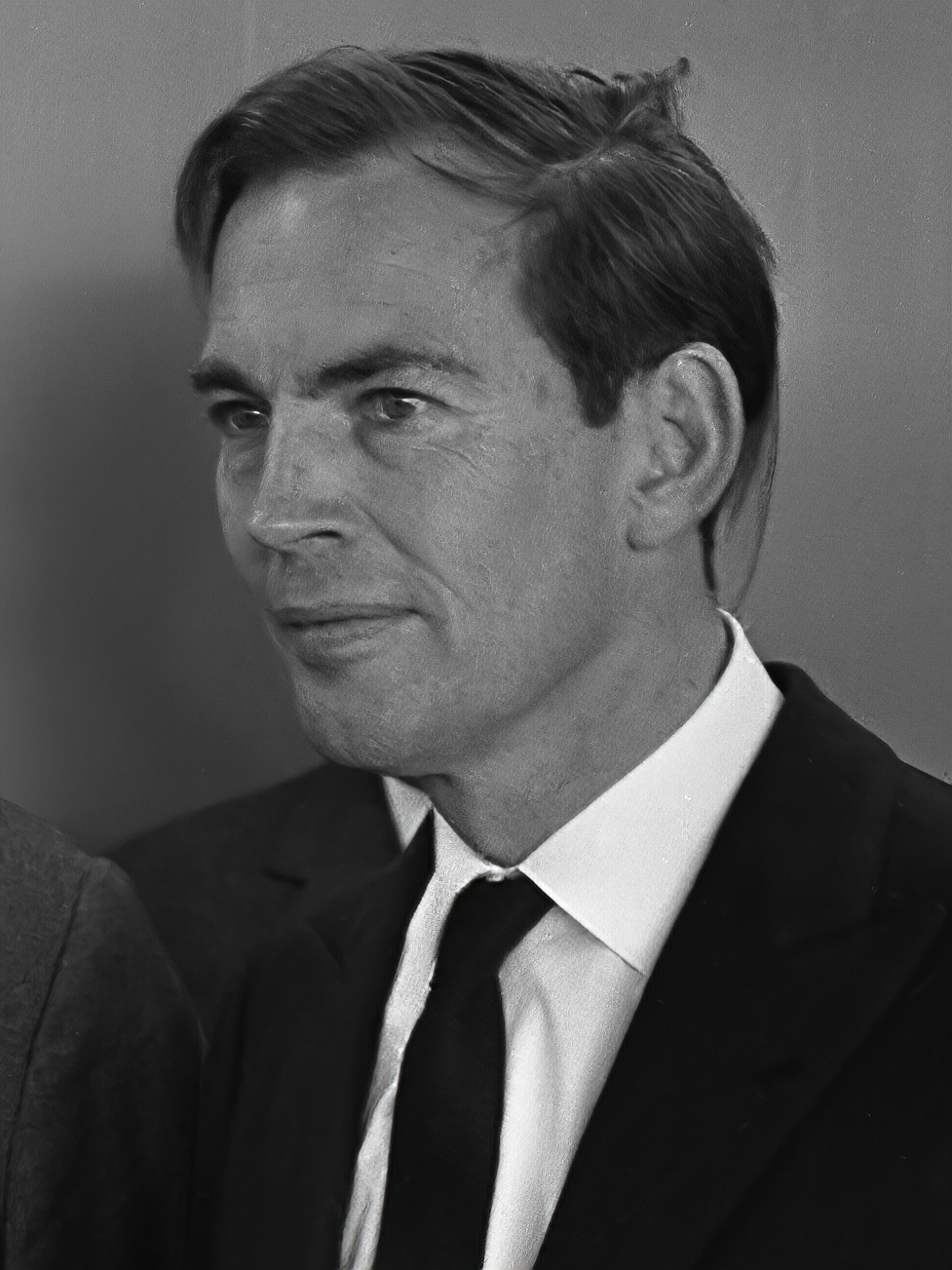

크리스천 네이틀링 버나드(Christiaan Neethling Barnard, 1922년 11월 8일 남아프리카 연방 뷰포웨스트 ~ 2001년 9월 2일 키프로스 파포스)는 남아프리카 공화국의 흉부외과 의사이다.

## 학력
케이프타운 의과대학교에 들어갔으며 그루트 슈어 병원에서 인턴과 레지던트 생활을 하였다. 1951년 석사 학위를 취득했고 1953년 케이프타운 대학교에서 결핵성 수막염 치료에 관한 논문으로 의학 박사 학위를 취득했다. 1956년 미국 미네소타 대학교로 유학을 갔다.

## 세계 최초의 심장 이식 수술
1967년 12월 3일 세계 최초로 인간의 심장 이식 수술을 성공적으로 끝냈다. 이 수술에는 무려 30명의 의료진이 참가했으며 수술 시간만 9시간이 걸렸다.

## 은퇴와 사망
1983년 케이프타운 대학교에서 은퇴하였고 2001년 9월 2일 키프로스의 파포스에서 휴가를 가던 중에 사망했다. 초기 보고까지만 해도 심장 마비로 죽은 것으로 알려졌으나 부검 결과 그의 사망 원인이 심각한 천식인 것으로 밝혀졌다.